# Cray T3E
Cray T3E是Cray公司1995年发布的第二代大规模并行超级计算机系统。如同它的上一代产品Cray T3D一样，它是使用了3D torus互联网络的一种分布式内存架构的机器。T3E最早使用DEC的Alpha 21164 (EV5)作为处理器，具有8到2176个处理单元（PE）。每个处理单元具有64 MB到2 GB的DRAM和一个具有六个方向的、每个方向的有效带宽为480 MB/s的路由单元。T3E不同于其它的很多MPP系统，比如T3D等，它使用了完全自主的分布式操作系统UNICOS/mk和一个集成到torus网络中的 GigaRingI/O子系统，用以连接网络、磁盘和磁带I/O。
最早的T3E（型号为T3E-600）主频为300 MHz。更新的版本使用更快的21164A (EV56)处理器，型号为 T3E-900 (450 MHz), T3E-1200 (600 MHz), T3E-1200E（具有更好的互联网络和内存性能）和 T3E-1350 (675 MHz)。T3E有风冷（AC）和水冷（LC）两种配置。风冷用于16到128个处理单元的系统，水冷用于64到2048个处理单元的系统。
具有1480个处理单元的T3E-1200是第一个达到1 teraflops运算性能的超级计算机。它是在1998（页面存档备份，存于）年创造的这个记录。